# Erik Lange
Erik Lange, född den 27 maj 1553, död 1613 i  Prag, var en dansk adelsman.
Lange förstörde sin förmögenhet genom ivriga experiment med guldmakeri, måste sälja sina gods och 1592 lämna landet för gäld, äktade 1602 sin trolovade Sofie Brahe (Tycho Brahes syster) och levde från 1608 i Prag.